# Вальтице
Ва́льтице (чеш. Valtice), по-немецки Фе́льдсберг (нем. Feldsberg) — город в Южноморавском крае в Чехии, известный благодаря одноимённой барочной резиденции князей Лихтенштейнов.
Город находится непосредственно на границе с Австрией. В 1945 году город, дворец и земли, как и вся собственность семьи Лихтенштейн, были конфискованы правительством Чехословакии. В 2020 году власти Лихтенштейна официально потребовали вернуть 2 тысячи км² с городом и деревней Леднице.

## Резиденция Лихтенштейнов
Дворец Вальтице построен на месте замка семьи Лихтенштейн, который известен с XIII века. Первоначально проект дворцового комплекса разрабатывал архитектор Джованни Джакомо Тенкалла. Затем в начале XVIII века проект был развит в стиле высокого барокко, архитектором Иоганном Бернхардом Фишером фон Эрлахом в качестве резиденции князей Лихтенштейнов.
Строительством дворца руководил итальянский архитектор Доменико Мартинелли. Некоторые залы и помещения, которые частично отреставрированы, богато украшены настенными украшениями в стиле барокко. Особенно зрелищно выглядят Зеркальный зал, Картинная галерея, Дворцовая капелла и малый салон принцессы Карлы. Многие помещения укращены потолочными фресками. Дворец окружен английским парком с храмом Дианы (1812), который напоминает римскую арку, мощной колоннадой коринфского стиля (1832) и другими сооружениями в стиле классицизма.
Вместе с соседней усадьбой Леднице, с которой Вальтице связывает 7-километровая липовая аллея, он включён в список всемирного наследия, где именуется «Культурный ландшафт Леднице-Вальтице».
Княжеская семья Лихтенштейна потеряла все свои привилегии с распадом покровительствующей её Габсбургской империи и появлением Чехословакии в 1918 году, а после Второй мировой войны в 1945 году дворец, как и вся собственность семьи Лихтенштейн в Чехословакии был конфискован государством (см. декреты Бенеша).
Дворец имеет знаменитый винный погреб, в котором ежегодно проводится дегустация и продажа моравских вин.

## Население
| Год  | Численность | Численность |
| ---- | ----------- | ----------- |
| 1869 | 2946        | [ 6 ]       |
| 1880 | 3435        | [ 6 ]       |
| 1890 | 3659        | [ 6 ]       |
| 1900 | 3742        | [ 6 ]       |
| 1910 | 4059        | [ 6 ]       |
| 1921 | 3959        | [ 6 ]       |
| 1930 | 4125        | [ 6 ]       |
| 1950 | 3432        | [ 6 ]       |
| 1961 | 3314        | [ 6 ]       |
| 1970 | 3495        | [ 6 ]       |
| 1980 | 3583        | [ 6 ]       |
| 1991 | 3554        | [ 6 ]       |
| 2001 | 3630        | [ 6 ]       |
| 2014 | 3532        | [ 7 ]       |
| 2016 | 3562        | [ 8 ]       |
| 2017 | 3538        | [ 9 ]       |
| 2018 | 3538        | [ 10 ]      |
| 2019 | 3557        | [ 11 ]      |
| 2020 | 3575        | [ 12 ]      |
| 2021 | 3582        | [ 13 ]      |
| 2022 | 3488        | [ 14 ]      |
| 2023 | 3559        | [ 15 ]      |
| 2024 | 3593        | [ 16 ]      |
| 2025 | 3580        | [ 3 ]       |

## Галерея

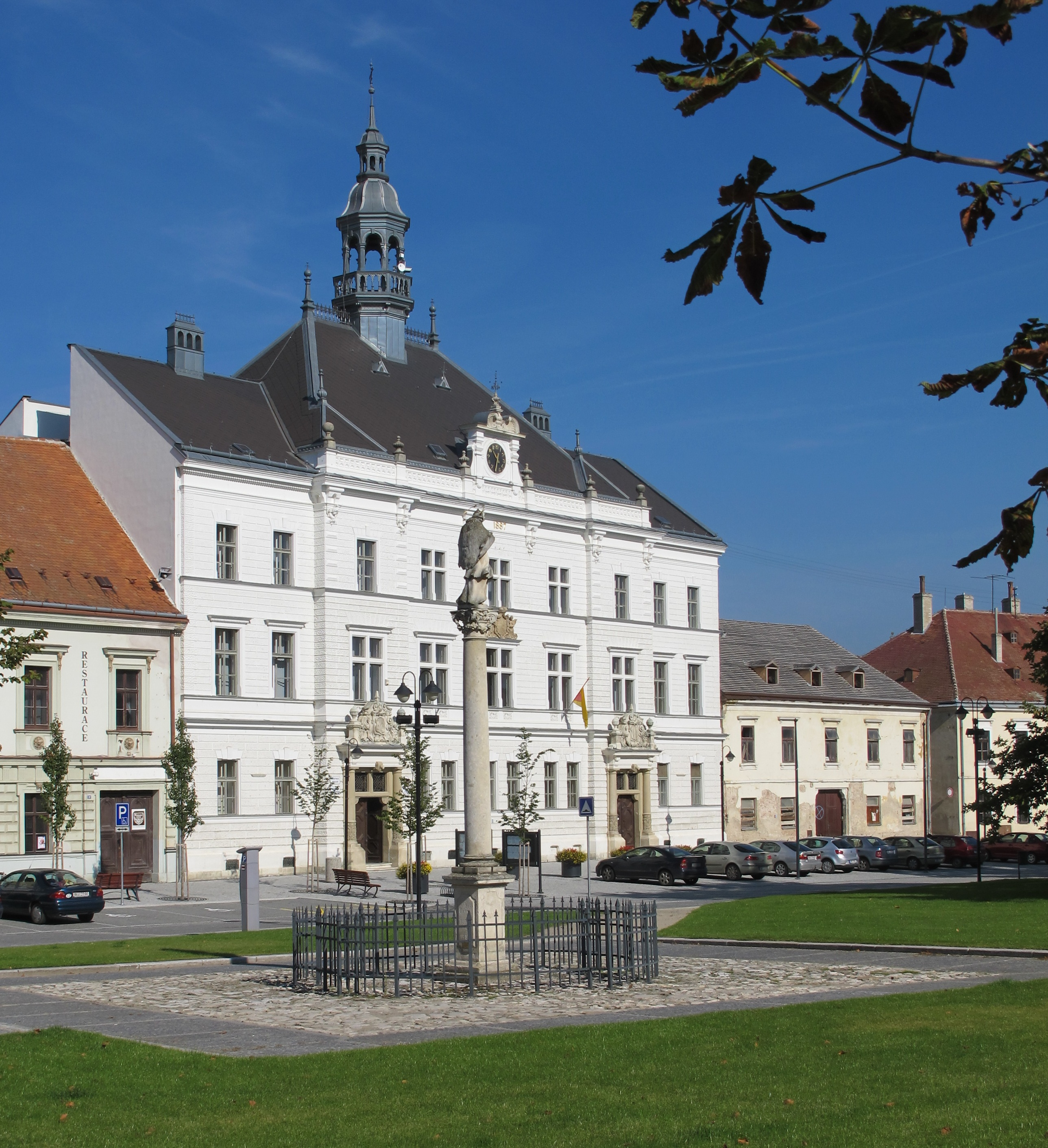
Валтице
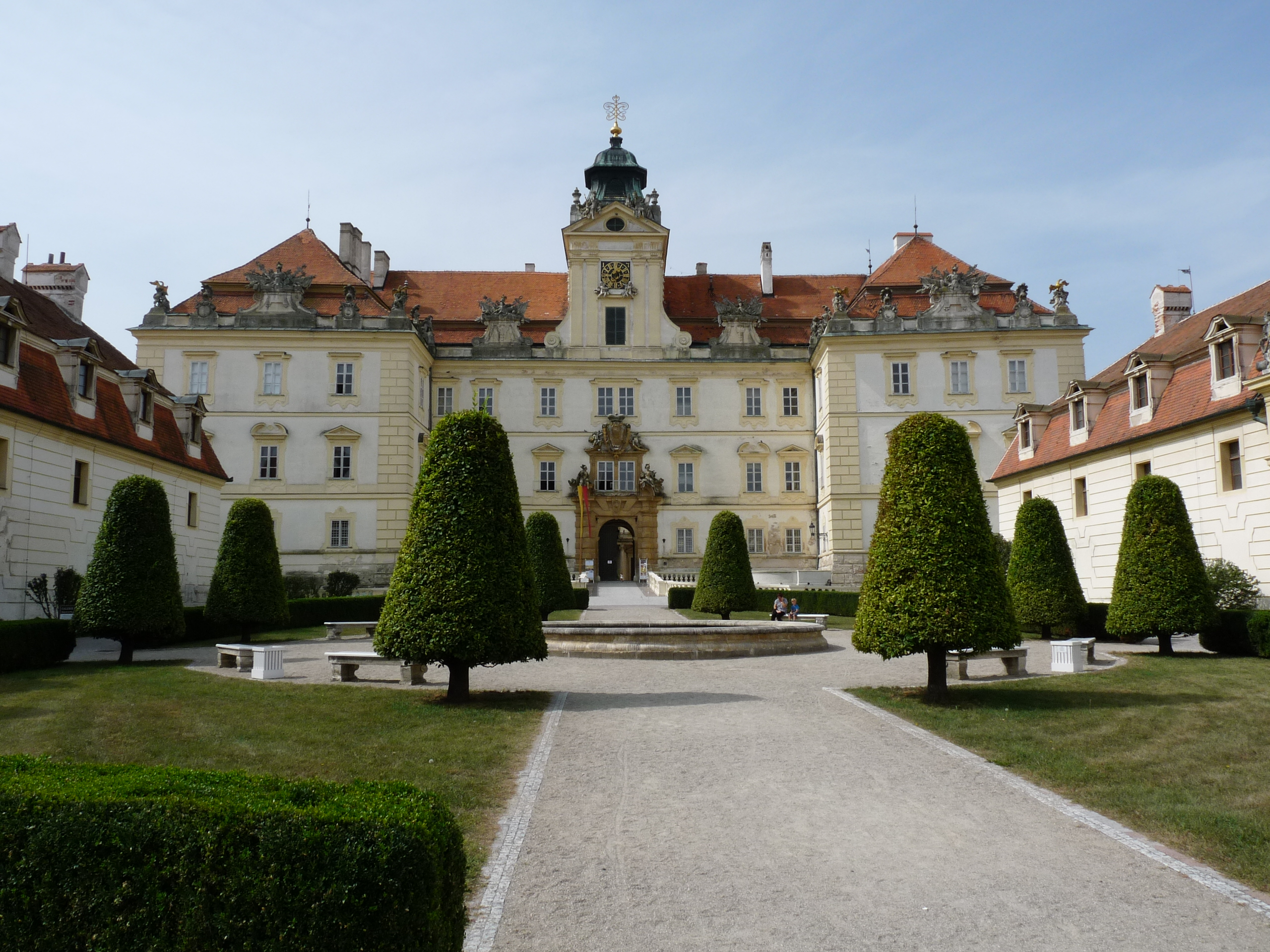
Дворец Валтице
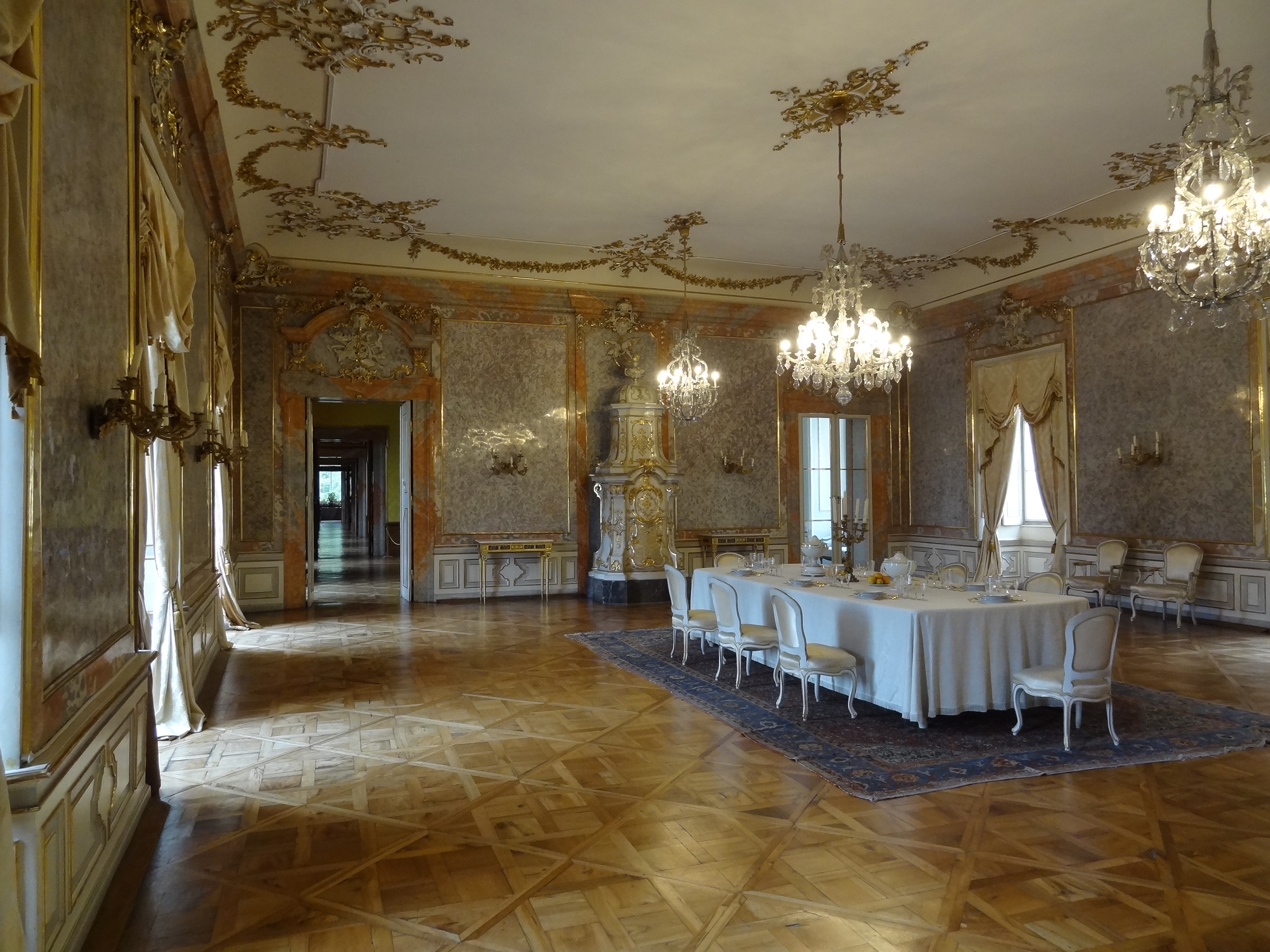
Дворец Валтице
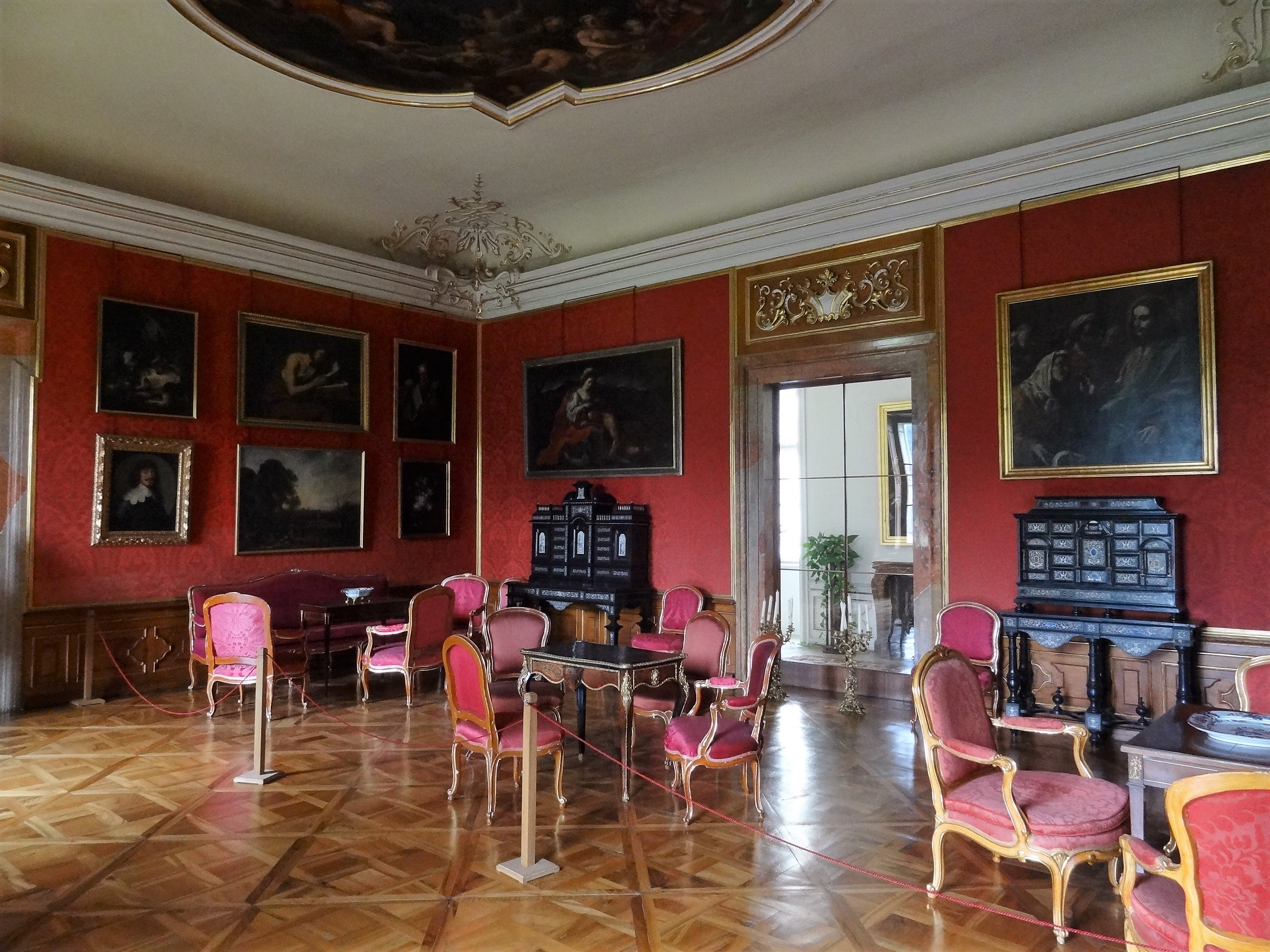
Дворец Валтице
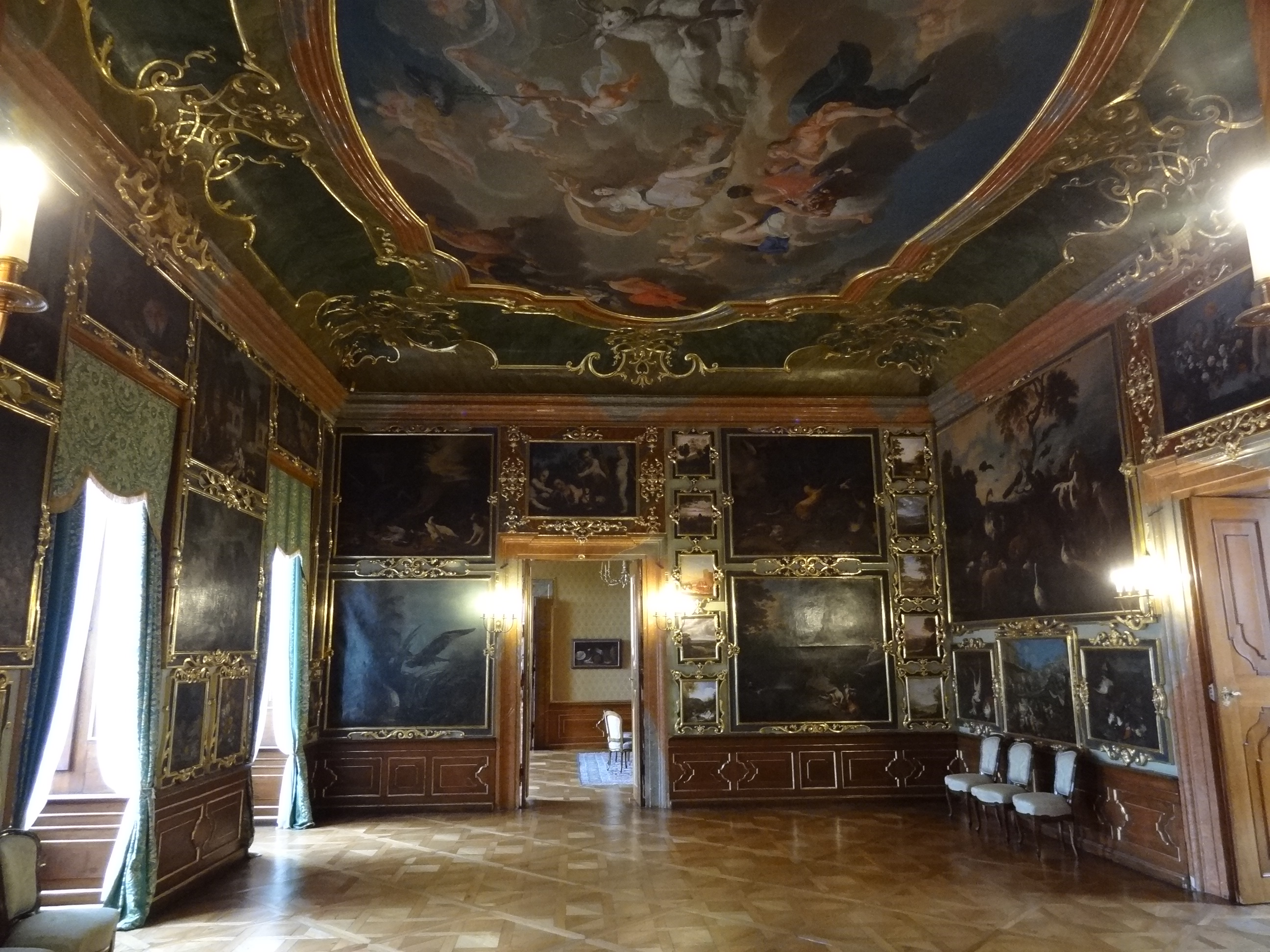
Дворец Валтице
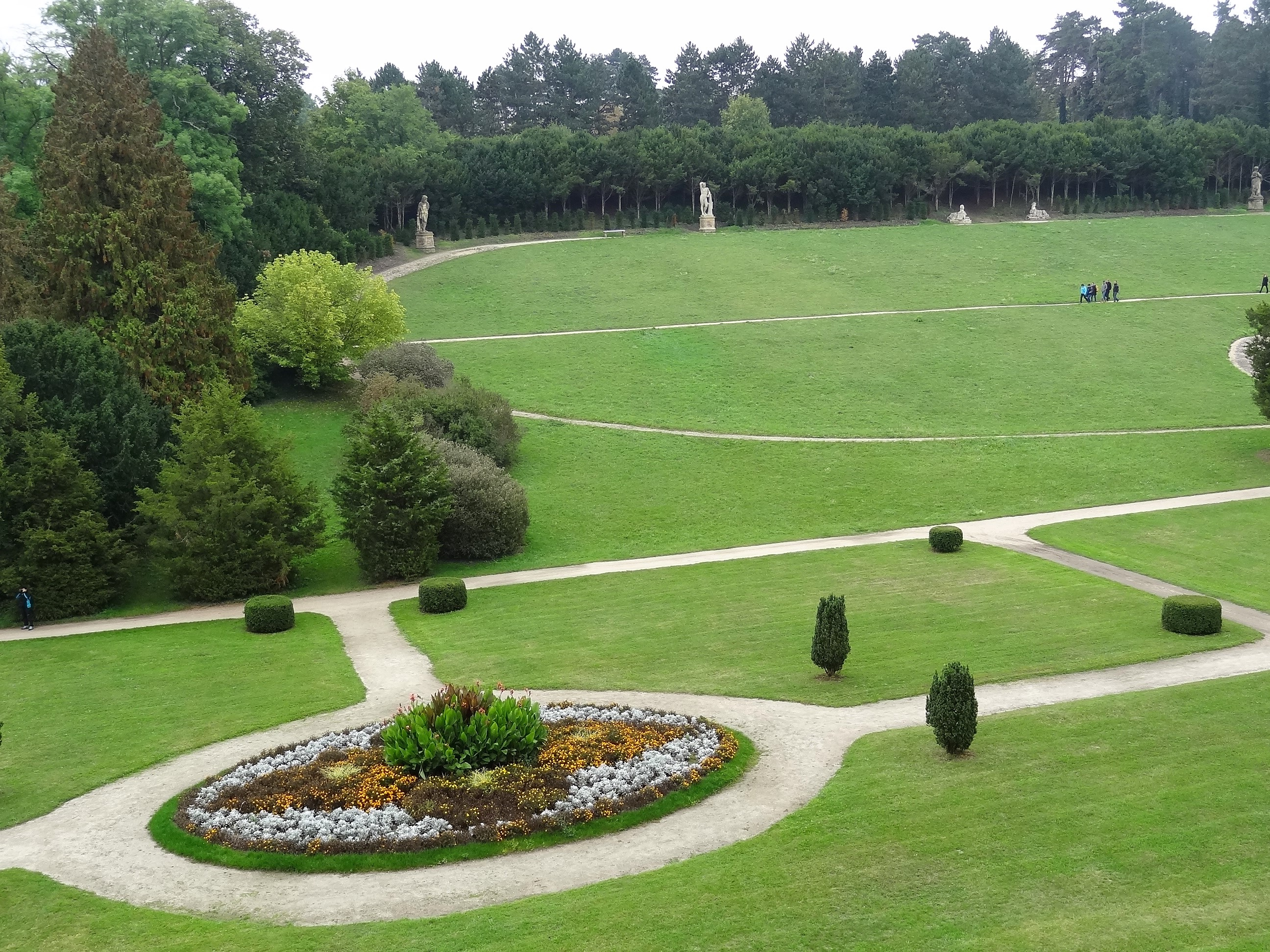
Дворец Валтице